# 2025-ös grazi középiskolai mészárlás
2025. június 10-én, délelőtt 10 óra környékén, az ausztriai Stájerország tartomány székhelyén, Grazban, a Dreierschützengassén található Bundes-Oberstufenrealgymnasiumban került sor egy 11 halálos áldozatot követelő ámokfutásra (az áldozatok egy kivételével mind osztrák állampolgárok voltak), amelyet egy 21 éves fiatalember követett el egy pisztollyal és egy sörétes puskával. A támadó röviddel ezután öngyilkos lett.
Az eset újonnan ráirányította a figyelmet az iskolákban tapasztalható kortársi bántalmazásokra, megfélemlítésekre, az iskolai zaklatásra is, amelyet szakértők szerint a társadalom elbagatellizál, mellékesnek tart, főleg mert az ilyen iskolai ámokfutásokat többnyire magányos elkövetők hajtják végre, ezért a kiváltó okok háttérbe szorulnak.
A grazi iskolai vérengzés a második világháború utáni Ausztria történetének legsúlyosabb életellenes bűncselekménye.

## A helyszín
A nevezett középiskola Graz északnyugati felén, a Lend kerületben fekvő Dreierschützengassén van, s a Bundesoberstufenrealgymnasium (röviden BORG) nevet viseli.
A BORG-ban készítik fel a természettudományok és művészetek iránt érdeklődő diákokat 9. osztálytól az érettségiig. Az eset idején a szóbeli érettségi vizsgákra történő felkészülések zajlottak.

## Az elkövető
A mészárlásért felelős 21 éves, Arthur Achleitner (2003. június 23. – 2025. június 10.) nevű fiatalember maga is az iskola diákja volt egykor, ahol számos sérelem (zaklatások) érte, s az iskolát soha nem fejezte be.
Arthur Graz környékéről, egy Kalsdorf bei Graz nevű településről származott, a gimnáziumban még a 6. osztályból bukott ki három évvel korábban.
Achleitner befelé forduló személyiséggé vált, FPS játékokkal és videojátékokkal töltötte idejét, egyfajta virtuális világban élt, társasági kapcsolatai nem voltak. Szomszédai elmondása szerint, ha kinn járt, akkor általában sapkát és fejhallgatót hordott. Az FPS-el olyan belső kinézetű lövöldözős játékokat játszott, ahol a játékos a főszereplő szemén keresztül látja az eseményeket.
A Salzburger Nachrichten szerint az ámokfutó május óta engedéllyel tartotta a támadásnál használt fegyvereket, ám fegyverviselési engedéllyel nem bírt. A rendőrségi házkutatás során találtak még egy hatástalan csőbombát is. Megtalálták Achleitner búcsúlevelét kétféleképp lejegyzett változatban, továbbá egy édesanyjának szóló videoüzenetet, ám ezekből nem sikerült kideríteni meghatározható tényeket az indítékával kapcsolatban. Előkerültek jegyzetek is, amelyek egyértelműen igazolják, hogy Arthur előre és rendkívül pontosan eltervezte a vérengzést. A jegyzetekben szerepelt, hogy esetleg bombatámadást hajtana végre, ám ezt végül elvetette.
A Kronen Zeitung egy nappal a vérfürdő után fényképet is közölt a fiúról, illetve részleteket a hátteréről. Az apai ágról örmény származású Arthurt osztrák édesanyja idősebb testvérével együtt egyedül nevelte fel. A búcsúvideóban, amelyet az anya nem egészen félórával a történtek után tekintett meg, előre is bocsánatot kért, továbbá megköszönte édesanyjának a gondoskodást. Búcsúlevelét azzal zárta, hogy gondoskodjanak macskájáról. Édesanyja a videó megtekintése után azonnal értesítette a rendőrséget, ám addigra már késő volt.
A mészárlást megelőző három hónapban egy lövészegyesületben gyakorlatozott, a Glock típusú pisztolyt néhány nappal a támadás előtt szerezte be, míg a puska már április óta a birtokában lehetett. A támadás idején lövészszemüveget viselt, volt nála ezenkívül egy fegyverövvel ellátott vadászkés is, amit azonban nem használt.

## A támadás

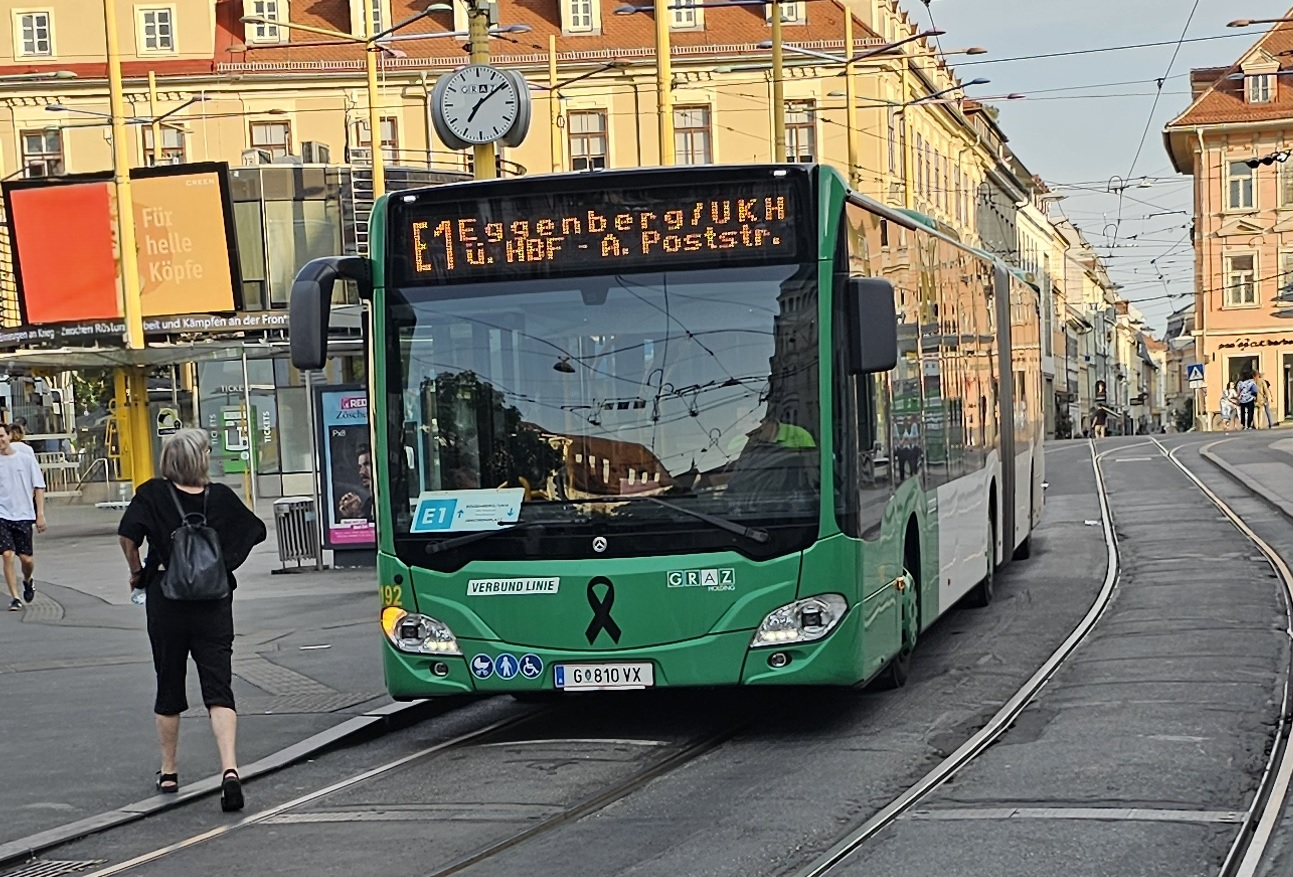
Fekete szalagot ábrázoló matrica egy belvárosi buszon, Grazban: emlékezés az áldozatokra

A támadást helyi idő szerint 9:55 körül követték el. Az iskolában akkor mintegy 350-400 diák tartózkodott. Achleitner egy hátizsákban vitte a két fegyver, illetve lőszert is, előbb bement egy harmadik emeleti mosdóba, felszerelkezett és utána indult végrehajtani tettét. Az ámokfutó két osztályteremben rontott rá a benntartózkodókra, ahol válogatás nélkül nyitott tüzet mindenkire. Előbb a pisztolyát használta, utána a lefűrészelt csövű sörétes fegyverét. A másik tanterem ajtaja zárva volt, de Arthur azt kilőtte, így jutva be a helyiségbe, ahol tovább tüzelt a benn tartózkodókra.
A mészárlás összesen hét percig folyt. A rendőrség ugyan gyorsan reagált, nagy erőkkel, köztük helikopterekkel is kivonult a helyszínre, velük érkezett a speciális Cobra-egység is, s azonnal riasztották a környékbeli kórházakat is. Az intézményhez érve már nem szóltak a lövések. Az iskolába behatoló rendőrség a támadót holtan találta az egyik mosdóban, ahol egy golyót röpített a fejébe és megölte magát.
Jelen állás szerint az ámokfutás 11 ember életébe került (köztük van maga az elkövető is). Az első hírekben még 30 sebesültről volt szó, később tisztázódott a sérültek pontos száma: 12 fő, közülük kilencen súlyos sérülést szenvedtek. A halottak zöme diák, míg egyikük felnőttkorú. Sok halottat és sebesültet fejlövés ért. Fegyveréből Achleitner húsz lövést adott le. A jelek szerint az elkövetőnek nem volt tettestársa.
A sérültek száma miatt a helyi kórház sürgősségi osztályán túlterheltség alakult ki.
Az iskola épületét gyorsan kiürítette a hatóság, a többi diákot és dolgozót biztonságba helyezték egy stadionban. Az incidens miatt Christian Stocker osztrák kancellár valamennyi találkozóját lemondta, és rögvest Grazba utazott. Hasonlóképp tett Christoph Wiederkehr oktatásügyi miniszter is.
Az áldozatok számát tekintve a grazi iskolai lövöldözés meghaladja a tíz évvel korábbi autós terrorista támadásét is, amelyben 4 ember vesztette életét. Az elkövető később a börtönben öngyilkosságot követett el.

## Áldozatok
A támadásban meghalt diákok közül a legfiatalabb 14, a legidősebb 17 éves volt. Kilencen közülük osztrák állampolgárok voltak, az egyikük pedig lengyel volt, aki a következő héten töltötte volna be a 18. életévét. Előbbiek közül két diák bosnyák származású volt, amit Sabahudin Hasić grazi imám is megerősített. Egyikük a legfiatalabb áldozat, Hana Akmadžić, aki a Bihácstól nem messze fekvő Cazin közeléből, egy Bašće nevű településről származott. A másik bosnyák áldozat egy 17 éves travniki fiú, Kaid Jasarević. Ugyancsak osztrák állampolgárságú, de koszovói albán nemzetiségű volt Lea Bajrami († 15).
Az ámokfutás során meghalt tanárnő 59 éves volt, korábban tanította is Arthurt. A többi meggyilkolt és megsebesített személyt azonban a fiú soha nem is ismerte.
A gyors orvosi ellátásnak köszönhetően a súlyos sérültek állapotát hamar stabilizálták és egy-két napon belül elhagyhatták az intenzív osztályt.

## Reakciók

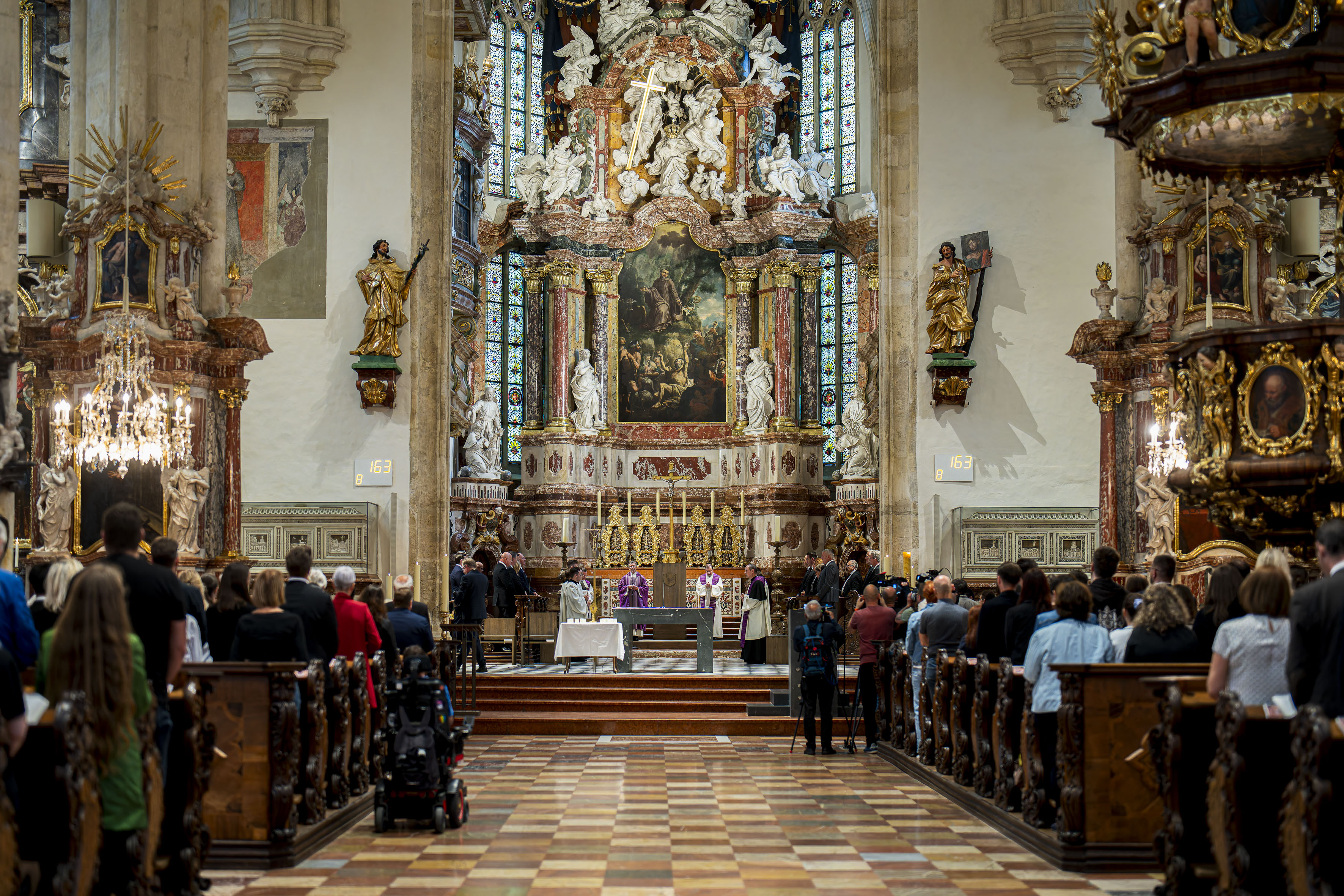
Mise az áldozatokért a grazi Szt. Eged Dómban

Közvetlenül az eset után riasztottak helikopteres mentőegységeket az ország más részéről is, így a karintiai Klagenfurtból. Számos városban önkéntes véradásokat hirdettek. A Dreierschützengasén levő iskolát, a tragédia színhelyét egy hétre bezárták, hogy a diákok fel tudják dolgozni a történteket.
Stocker szövetségi kancellár háromnapos nemzeti gyászt rendelt el Ausztriában. Stájerország kormányzója, az egykori osztrák védelmi miniszter, Mario Kunasek a következő három napban minden más eseményt törölt a tartományban.
XIV. Leó pápa együttérzését fejezte ki az áldozatok hozzátartozói és Ausztria felé. Magyarország részéről Orbán Viktor tette meg ugyanezt,
 az Európai Bizottság felől Ursula von der Leyen nyilvánította ki sajnálatát és megrendültségét. Részvétet nyilvánítottak ezenkívül Ukrajna, Olaszország, Csehország és Szlovénia állam- és kormányfői, valamint III. Károly angol király, aki szerint az iskoláknak menedéknek, a tanulás helyének kell lenniük, nem félhetnek ott se diákok, se a dolgozók.

## Egyéb
Magyarországon megbotránkozást keltett a TV2 Tények és Tények Plusz c. hírműsorainak adása, amelyek egy valószínűleg nem megbízható forrásból származó hírt tettek közzé, miszerint a grazi középiskolai mészárlás elkövetője bizonyos Samuel Haider, akiről egy fénykép is bemutatásra került, amint egy géppuskát tart a kezében. A közzétett fotón valójában egy amerikai komikus, Sam Hyde látható, akit 2015 óta sokszor hoztak hírbe iskolai lövöldözésekkel, így a férfi mémmé vált. A lövöldözéssel és a merénylővel kapcsolatban egy teljesen fiktív történetet tett közzé a csatorna, végül a televízió törölte a hamis hírt weboldalairól.
Június 12-én a fővárosban, Bécsben, a Bécsi Műszaki Egyetem elé dobott egy férfi egy csomagot, majd azt ordította, hogy fel fog robbanni, ezzel riadalmat keltett sokakban. Bár a csomagban nem volt semmiféle robbanószer, az osztrák rendőrség arra figyelmeztetett, hogy a jövőben akár utánozni is próbálhatják a Grazban történteket.